# 马里卜省
馬里卜省（阿拉伯语：مأرب في اليمن）是也門中部的一個省。面積19,529平方公里，2004年人口238,522人。
首府馬里卜。下分十四區。
1. ↑  . Central Statistical Organisation.   [24 February 2013]. （原始内容存档于9 October 2012）.